# Mafia II
Mafia II – sequel wydanej w 2002 czeskiej gry Mafia. Akcja gry rozgrywa się w połowie lat 40. i wczesnych latach 50. XX wieku. W fabule, podobnie jak w pierwszej części, znajduje się wiele nawiązań do filmu pt. Ojciec chrzestny w reżyserii Francisa Forda Coppoli. Podobnie jak pierwsza część gry, produkcja powstała w studio Illusion Softworks, natomiast wydaniem gry zajęła się firma 2K Games.
Głównym bohaterem gry jest drobny gangster nazywający się Vittorio Antonio Scaletta, zwany Vito. Akcja gry przeplata się z historią poprzedniczki. Take-Two Interactive ogłosiło, iż gra zostanie wydana w drugiej połowie 2009 roku na komputery osobiste oraz na konsole Xbox 360 i PlayStation 3.
Mafia II została zapowiedziana 21 sierpnia 2007 przez 2K Czech (wcześniej Illusion Softworks) podczas targów Games Convention w Lipsku. Pokazano wówczas zwiastun, a także logo i plakat gry.
Edycja kolekcjonerska została wydana równoległe z podstawową wersją gry. Rozszerzona produkcja zawiera, oprócz standardowego zestawu, płytę CD ze ścieżką dźwiękową gry, album członków tytułowej Mafii, dokładną mapę miasta Empire Bay, darmowy dostęp do dodatku DLC – Made Man Pack.

## Fabuła
Gra zachowuje ciąg fabularny poprzedniej części: jest nieprzerwany i przeplata się wzajemnie.
Mafia II to historia mafijna, podzielona na 15 rozdziałów, opisująca losy weterana II wojny światowej Vittoria Antonia Scaletty, syna sycylijskich imigrantów. Wraz z odsłoną kolejnych rozdziałów Vito zaczyna wykonywać zlecenia, a następnie przyłącza się do rodziny Falcone, ostatecznie stając się pełnoprawnym członkiem mafii.
Historia rozpoczyna się, gdy protagonista imieniem Vito wraca do Stanów Zjednoczonych na miesięczną przepustkę z powodu postrzelenia podczas trwającej wówczas II wojny światowej. Wcześniej Vito rozpoczął służbę w armii, jako akt zadośćuczynienia za nieudaną kradzież biżuterii. Po powrocie odkrywa, że jego ojciec umierając pozostawił za sobą dług w wysokości dwóch tysięcy dolarów. Vito, oraz jego dawny kompan Joe Barbaro wkraczają na drogę przestępczą, celem szybkiego i łatwego zdobycia pieniędzy. Pierwszym zadaniem jest praca dla mechanika Mikeya Bruskiego, Polaka, właściciela złomowiska, który płaci za zezłomowanie kradzionych samochodów. Następnie Joe i Vito sprzymierzają się z Henrym Tomasiną (gangsterem z rodziny Clemente), walcząc o każdego dolara, często przeciwko interesom trzech rodzin przestępczych: Vinci, Falcone i Clemente, tworzących razem tzw. Komisję. Główny bohater gry jest później przedstawiony Eddiemu Scarpie (capo rodziny Falcone). Kolejną postacią, którą poznaje bohater, jest Martin Marty Santorelli – nastolatek palący się, aby dołączyć do mafijnej struktury.
W poprzedniej części serii, główny bohater, Thomas Angelo, zostaje na końcu gry zastrzelony podczas podlewania trawnika przed swoim domem. W rozdziale 14 pt. Schody do nieba w drugiej części gry, gracz dowiaduje się, iż jego zabójcami są Vito Scaletta i Joe Barbaro. Przerywniki filmowe w obu grach są identycznie zaaranżowane, a zamachowcy przyjeżdżają identycznym samochodem, czerwonym Smithem Thunderboltem.

## Rozgrywka
Gra zawiera około łącznie dwóch godzin przerywników filmowych oraz 700 stron scenariusza.
Miasto w Mafia II jest w pełni żywe i oferuje całkowitą swobodę zwiedzania. Gracz nie jest zmuszony do podążania drogą fabuły, może więc robić to, na co ma ochotę.
W Mafii II oryginalne marki zmienione zostały na fikcyjne ze względu na brak zezwolenia (licencji) od producentów pojazdów mechanicznych. W podstawowej wersji gry dostępnych jest 50 różnorodnych modeli pojazdów.
Na potrzeby Mafia II został przygotowany nowy silnik graficzny, mogący generować zaawansowaną, pełną efektów oprawę wizualną.

## Dodatki
Do gry zostały wydane trzy fabularne rozszerzenia:
- Mafia II: Betrayal of Jimmy – 24 sierpnia 2010[24].
- Mafia II: Jimmy’s Vendetta – 7 września 2010.
- Mafia II: Joe’s Adventures – 23 listopada 2010.

Dla gry pojawiły się również mniejsze rozszerzenia zawierające nowe stroje i samochody:
- Mafia II: Greaser Pack.
- Mafia II: Renegade Pack.
- Mafia II: Vegas Pack.
- Mafia II: War Hero Pack.

4 grudnia 2010 została wydana wersja pudełkowa zawierająca wszystkie powyższe rozszerzenia, nazwana Mafia II: Digital Deluxe.

## Wersja demonstracyjna
Wersja demonstracyjna gry Mafia II ukazała się 10 sierpnia 2010 roku. Do dyspozycji graczy oddana została misja „Piła” (rozdział piąty). Wersja demo na komputery osobiste jest spolszczona (polskie napisy). Na konsolach Xbox 360 oraz PlayStation 3 została wydana zarówno w wersji anglojęzycznej, jak i polskojęzycznej.

## Ścieżka dźwiękowa
W Mafii II występują trzy stacje radiowe: Empire Central Radio, Empire Classic Radio oraz Delta Radio. Zawierają one ponad 100 utworów z lat 40. i 50. XX wieku, mimo tego, że wiele z nich w rzeczywistości zostało nagrane dużo później. Wśród ich autorów, występują tacy, których piosenek użyto więcej niż jednej. Są to m.in. Louis Jordan, Joe Venuti i Eddie Lang, Bing Crosby, The Andrews Sisters, Dean Martin czy Louis Prima.

### Lata 40.
| Wykonawca                         | Tytuł                                   | Rok nagrania |
| --------------------------------- | --------------------------------------- | ------------ |
| The Andrews Sisters               | Boogie Woogie Bugle Boy                 | 1941         |
| The Andrews Sisters               | Rum and Coca Cola                       | 1944         |
| The Andrews Sisters               | Straighten Up and Fly Right             | 1944         |
| The Andrews Sisters               | Strip Polka                             | 1942         |
| Bing Crosby i The Andrews Sisters | Hot Time in the Town of Berlin          | 1944         |
| Bing Crosby i The Andrews Sisters | Victory Polka                           | 1943         |
| Bing Crosby                       | I Haven’t Time to Be a Millionaire      | 1940         |
| Bing Crosby                       | I’ve Got a Pocketful of Dreams          | 1938         |
| Bing Crosby                       | Pennies from Heaven                     | 1936         |
| Bing Crosby                       | The Pessimistic Character               | 1940         |
| Tommy Dorsey                      | The Dipsy Doodle                        | 1937         |
| Rusty Draper                      | Held for Questioning                    | 1955         |
| Duke Ellington i Ivie Anderson    | It Don’t Mean a Thing                   | 1932         |
| Benny Goodman                     | Sing, Sing, Sing                        | 1936         |
| Al Hirt                           | Java                                    | 1963         |
| Kay Kyser                         | Praise the Lord and Pass the Ammunition | 1943         |
| Peggy Lee                         | Happiness is a Thing Called Joe         | 1943         |
| Peggy Lee                         | Why Don’t You Do Right                  | 1948         |
| Dean Martin                       | Let It Snow                             | 1959         |
| Dinah Shore                       | Buttons and Bows                        | 1948         |
| Dinah Shore i Buddy Clark         | Baby, It’s Cold Outside                 | 1949         |

| Wykonawca                         | Tytuł                            | Rok nagrania |
| --------------------------------- | -------------------------------- | ------------ |
| Bing Crosby                       | By the Light of the Silvery Moon | 1941         |
| Cab Calloway                      | Happy Feet                       | 1930         |
| Johnny Dodds                      | Come On and Stomp Stomp Stomp    | 1927         |
| Cliff Edwards                     | Good Little Bad Little You       | 1928         |
| The Ink Spots                     | The Best Things in Life Are Free | 1948         |
| Django Reinhardt                  | Belleville                       | 1942         |
| Django Reinhardt                  | You’re Driving Me Crazy          | 1937         |
| Frankie Trumbauer & His Orchestra | Clarinet Marmalade               | 1927         |
| Frankie Trumbauer & His Orchestra | Riverboat Shuffle                | 1927         |
| Joe Venuti i Eddie Lang           | Beatin’ the Dog                  | 1927         |
| Joe Venuti i Eddie Lang           | Goin’ Places                     | 1927         |
| Joe Venuti i Eddie Lang           | Stringing the Blues              | 1926         |

| Wykonawca               | Tytuł                                     | Rok nagrania |
| ----------------------- | ----------------------------------------- | ------------ |
| Cab Calloway            | Everybody Eats When They Come to My House | 1937         |
| Ike Carpenter Orchestra | Pachuko Hop                               | 1952         |
| Varetta Dillard         | Mercy Mr. Percy                           | 1953         |
| Floyd Dixon             | That’ll Get It                            | 1949         |
| Fats Domino             | The Fat Man                               | 1949         |
| Louis Jordan            | Ain’t That Just Like a Woman              | 1946         |
| Louis Jordan            | Caldonia Boogie                           | 1945         |
| Louis Jordan            | Choo Choo Ch’Boogie                       | 1946         |
| Louis Jordan            | Friendship                                | 1947         |
| Louis Jordan            | G.I. Jive                                 | 1944         |
| Louis Jordan            | Open the Door, Richard                    | 1946         |
| Louis Jordan            | Ration Blues                              | 1943         |
| Louis Jordan            | That Chick’s Too Young to Fry             | 1946         |
| Louis Jordan            | What’s the Use of Getting Sober           | 1942         |
| Jack McVea              | Inflation Blues                           | 1947         |
| Gatemouth Moore         | Did You Ever Love a Woman                 | 1944         |
| Hal Singer              | Rock Around the Clock                     | 1948         |
| Peetie Wheatstraw       | Gangster’s Blues                          | 1940         |
| Lester Williams         | I Can’t Lose with the Stuff I Use         | 1952         |

### Lata 50.
| Wykonawca           | Tytuł                      | Rok nagrania |
| ------------------- | -------------------------- | ------------ |
| The Champs          | Tequila                    | 1958         |
| The Chantels        | Maybe                      | 1957         |
| The Chordettes      | Mr. Sandman                | 1954         |
| Eddie Cochran       | C’mon Everybody            | 1958         |
| Eddie Cochran       | Summertime Blues           | 1958         |
| The Crew Cuts       | Sh-Boom                    | 1954         |
| The Crickets        | Not Fade Away              | 1957         |
| The Crickets        | That’ll Be the Day         | 1957         |
| Danny & The Juniors | At the Hop                 | 1957         |
| Duane Eddy          | Cannonball                 | 1958         |
| Duane Eddy          | Forty Miles of Bad Road    | 1959         |
| Duane Eddy          | Movin’ N’ Groovin          | 1958         |
| Duane Eddy          | Rebel Rouser               | 1958         |
| The Everly Brothers | All I Have to Do is Dream  | 1958         |
| The Fleetwoods      | Come Softly to Me          | 1959         |
| Bill Haley          | Rock Around the Clock      | 1955         |
| Roy Hamilton        | Don’t Let Go               | 1957         |
| Roy Hamilton        | You Can Have Her           | 1961         |
| Buddy Holly         | Rave On                    | 1958         |
| The Monotones       | Book of Love               | 1958         |
| Ricky Nelson        | Stood Up                   | 1957         |
| Sandy Nelson        | Teen Beat                  | 1959         |
| Ritchie Valens      | Come On Let’s Go           | 1958         |
| Ritchie Valens      | Donna                      | 1958         |
| Barrett Strong      | Money (That’s What I Want) | 1959         |
| Frankie Lymon       | Why Do Fools Fall in Love  | 1956         |

| Wykonawca                    | Tytuł                         | Rok nagrania |
| ---------------------------- | ----------------------------- | ------------ |
| The Ames Brothers            | My Bonnie Lassie              | 1955         |
| Dave Appell & The Applejacks | Ooh Baby Ooh                  | 1956         |
| Les Baxter                   | Auf Wiederseh’n Sweetheart    | 1956         |
| Jimmy Breedlove              | My Guardian Angel             | 1956         |
| Sam Butera                   | Let the Good Times Roll       | 1960         |
| Rosemary Clooney             | Mambo Italiano                | 1954         |
| Doris Day                    | Makin’ Whoopee                | 1958         |
| The Gaylords                 | Chow Mein                     | 1952         |
| Al Hibbler                   | After the Lights Go Down Low  | 1956         |
| Al Hibbler                   | Count Every Star              | 1956         |
| Frankie Laine                | Jezebel                       | 1951         |
| Dean Martin                  | Ain’t That a Kick in the Head | 1960         |
| Dean Martin                  | Return to Me                  | 1958         |
| Dean Martin                  | That’s Amore                  | 1953         |
| Billy Merman                 | 900 Miles                     | 1957         |
| Billy Merman                 | Springtime in Monaco          | 1957         |
| Reg Owen Orchestra           | Manhattan Spiritual           | 1959         |
| Perez Prado                  | The Peanut Vendor             | 1956         |
| Louis Prima                  | Che La Luna                   | 1927         |
| Louis Prima                  | Oh Marie                      | 1956         |
| Louis Prima                  | Pennies from Heaven           | 1956         |
| Louis Prima                  | The Closer to the Bone        | 1957         |
| Louis Prima                  | When You’re Smiling           | 1935         |

| Wykonawca                      | Tytuł                     | Rok nagrania |
| ------------------------------ | ------------------------- | ------------ |
| Chuck Berry                    | Nadine                    | 1964         |
| Chuck Berry                    | No Particular Place to Go | 1964         |
| The Cadillacs                  | Speedoo                   | 1955         |
| The Coasters                   | Brazil                    | 1956         |
| The Coasters                   | Framed                    | 1954         |
| Fats Domino                    | Ain’t That a Shame        | 1955         |
| Bo Diddley                     | Bo Diddley                | 1955         |
| Bo Diddley                     | Who Do You Love           | 1957         |
| The Dominoes                   | Rags to Riches            | 1953         |
| The Drifters i Clyde McPhatter | Honey Love                | 1954         |
| Screamin' Jay Hawkins          | I Put a Spell on You      | 1956         |
| John Lee Hooker                | Boom Boom                 | 1962         |
| The Five Keys                  | Ling Ting Tong            | 1955         |
| The Five Satins                | In the Still of the Night | 1956         |
| Little Richard                 | Keep a Knockin            | 1957         |
| Little Richard                 | Long Tall Sally           | 1956         |
| Little Richard                 | Lucille                   | 1957         |
| Muddy Waters                   | Got My Mojo Working       | 1957         |
| Muddy Waters                   | Mannish Boy               | 1955         |
| Howlin’ Wolf                   | Smokestack Lightnin       | 1956         |